# پالمردیل (آلاباما)
پالمردیل (به انگلیسی: Palmerdale) یک منطقهٔ مسکونی در ایالات متحده آمریکا است که در شهرستان جفرسون، آلاباما واقع شده‌است. پالمردیل ۲۰۹٫۱ متر بالاتر از سطح دریا قرار دارد.